# 第42警戒群
第42警戒群（だい42けいかいぐん）は、大湊分屯基地に所在した北部航空警戒管制団隷下の部隊。

## 沿革
※大湊分屯基地としての沿革も含む
- 1955年（昭和30年）07月： 米軍レーダー基地開設
- 1954年（昭和29年）08月： 米軍レーダーサイト建設
- 1955年（昭和30年）02月： 北部訓練航空警戒隊大湊派遣隊が移駐する
- 1960年（昭和35年）06月： 米国空軍から航空自衛隊へ運用が移管される
- 1961年（昭和36年）07月： 同派遣隊が第42警戒群に改編
- 1980年（昭和55年）12月： J/FPS-2運用開始
- 2009年（平成21年）06月： J/FPS-5本体工事開始
- 2011年（平成23年）07月： J/FPS-5運用開始
- 2015年（平成27年）07月： 部隊創設60周年を迎える
- 2021年（令和03年）06月30日：廃止（同年7月1日、第42警戒隊に改編）

## 部隊編成
- 群本部
- 監視管制隊
- 通信電子隊
- 基地業務隊

## 歴代の第42警戒群司令
| 代 | 氏名                   | 在職期間                                                    | 前職                                      | 後職                                  |
| -- | ---------------------- | ----------------------------------------------------------- | ----------------------------------------- | ------------------------------------- |
|    | 名和田雄               | 0000年00月00日 - 1968年02月15日                             |                                           | 航空自衛隊第2術科学校研究部長         |
|    | 朝倉岩雄               | 0000年00月00日 - 1970年04月09日                             |                                           | 航空自衛隊第2術科学校研究部長         |
|    | 伊中四郎               | 1970年04月10日 - 1971年03月15日                             | 航空幕僚監部防衛部防衛課 業務計画班長     | 北部航空警戒管制団副司令              |
|    | 小林卓也               | 0000年00月00日 - 1973年02月15日                             |                                           | 航空自衛隊第3補給処企画課長           |
|    | 塩足介弘               | 0000年00月00日 - 1974年09月30日                             |                                           | 西部航空警戒管制団 西部防空管制群司令 |
|    | 鈴木六郎               | 0000年00月00日 - 1976年08月01日                             |                                           | 航空自衛隊幹部学校勤務                |
|    | 正信恭行               | 0000年00月00日 - 1978年11月30日                             |                                           | 統合幕僚会議事務局第5幕僚室勤務       |
|    | 阿部貞夫               | 0000年00月00日 - 1980年07月31日                             |                                           | 北部航空警戒管制団 北部防空管制群司令 |
|    | 濱田誠巳               | 0000年00月00日 - 1982年08月01日                             |                                           | 航空自衛隊幹部学校学校教官            |
|    | 松岡功                 | 1982年08月02日 - 1983年07月31日                             | 航空中央業務隊付                          | 航空幕僚監部人事教育部人事課勤務      |
|    | 森寛太郎               | 1983年08月01日 - 1985年07月31日                             | 航空自衛隊幹部学校学校教官                | 統合幕僚会議事務局第3幕僚室勤務       |
|    | 高橋伸治               | 1985年08月01日 - 1987年03月15日                             | 航空幕僚監部防衛部防衛課編成班長          | 航空幕僚監部人事教育部厚生課長        |
|    | 堤幹夫                 | 1987年03月16日 - 1988年07月06日                             | 航空幕僚監部装備部装備課計画班長          | 中部航空警戒管制団整備補給群司令      |
|    | 森林徹郎               | 1988年07月07日 - 1990年07月31日                             | 南西航空警戒管制隊勤務                    | 航空自衛隊第5術科学校第1教育部長      |
|    | 安松敬城               | 0000年00月00日 - 1992年11月30日                             |                                           | 航空自衛隊補給本部総務部総務課長      |
|    | 木村熙                 | 1992年12月01日 - 1994年07月31日                             | 航空自衛隊幹部候補生学校総務課長          | 第3輸送航空隊副司令                   |
|    | 高野宏四郎             | 1994年08月01日 - 1997年03月25日                             | 航空幕僚監部調査部調査第2課 情報第2班長   | 統合幕僚学校学校教官                  |
|    | 岸谷宏                 | 1997年03月26日 - 0000年00月00日                             | 航空自衛隊幹部候補生学校教務課長          |                                       |
|    | 嶺忠行                 | 0000年00月00日 - 2000年08月01日                             |                                           | 退職（勧奨）                          |
|    | 佐藤久                 | 2000年08月01日 - 2001年11月30日                             | 航空安全管理隊勤務                        | 第11飛行教育団飛行教育群司令          |
|    | 高杉直明               | 0000年00月00日 - 2004年03月31日                             |                                           | 航空自衛隊幹部学校人事課長            |
|    |                        | 0000年00月00日 - 0000年00月00日                             |                                           |                                       |
|    | 東巽 （2等空佐）       | 0000年00月00日 - 2007年12月02日                             |                                           | 航空自衛隊幹部学校主任研究開発官      |
|    | 井川博光 （2等空佐）   | 2007年12月03日 - 0000年00月00日                             | 航空幕僚監部防衛部情報通信課 情報保証班長 |                                       |
|    | 佐々木嘉一 （2等空佐） | 2010年04月01日 - 2011年07月31日                             | 航空幕僚監部装備部整備課 整備第2班長      | 航空教育集団司令部教育部 教育第1課長  |
|    | 冨永直幸               | 2011年08月01日 - 2013年07月31日 ※2012年07月01日 1等空佐昇任 | 航空自衛隊幹部学校付 （2等空佐）          | 警戒航空隊副司令（浜松）              |
|    | 大嶋基司               | 2013年08月01日 - 2015年01月14日                             | 航空総隊司令部勤務                        | 第7航空団基地業務群司令               |
|    | 進藤昭彦               | 2015年01月15日 - 2016年07月31日                             | 第3輸送航空隊副司令                       | 航空総隊司令部総務部総務課長          |
|    | 寺内真寿               | 2016年08月01日 - 2017年07月31日                             | 情報本部勤務                              | 第8航空団基地業務群司令               |
|    | 佐藤聖一               | 2017年08月01日 - 2021年6月30日                              | 中部航空警戒管制団司令部防衛部長          | 第42警戒隊長                          |